# 中央 (松本市)

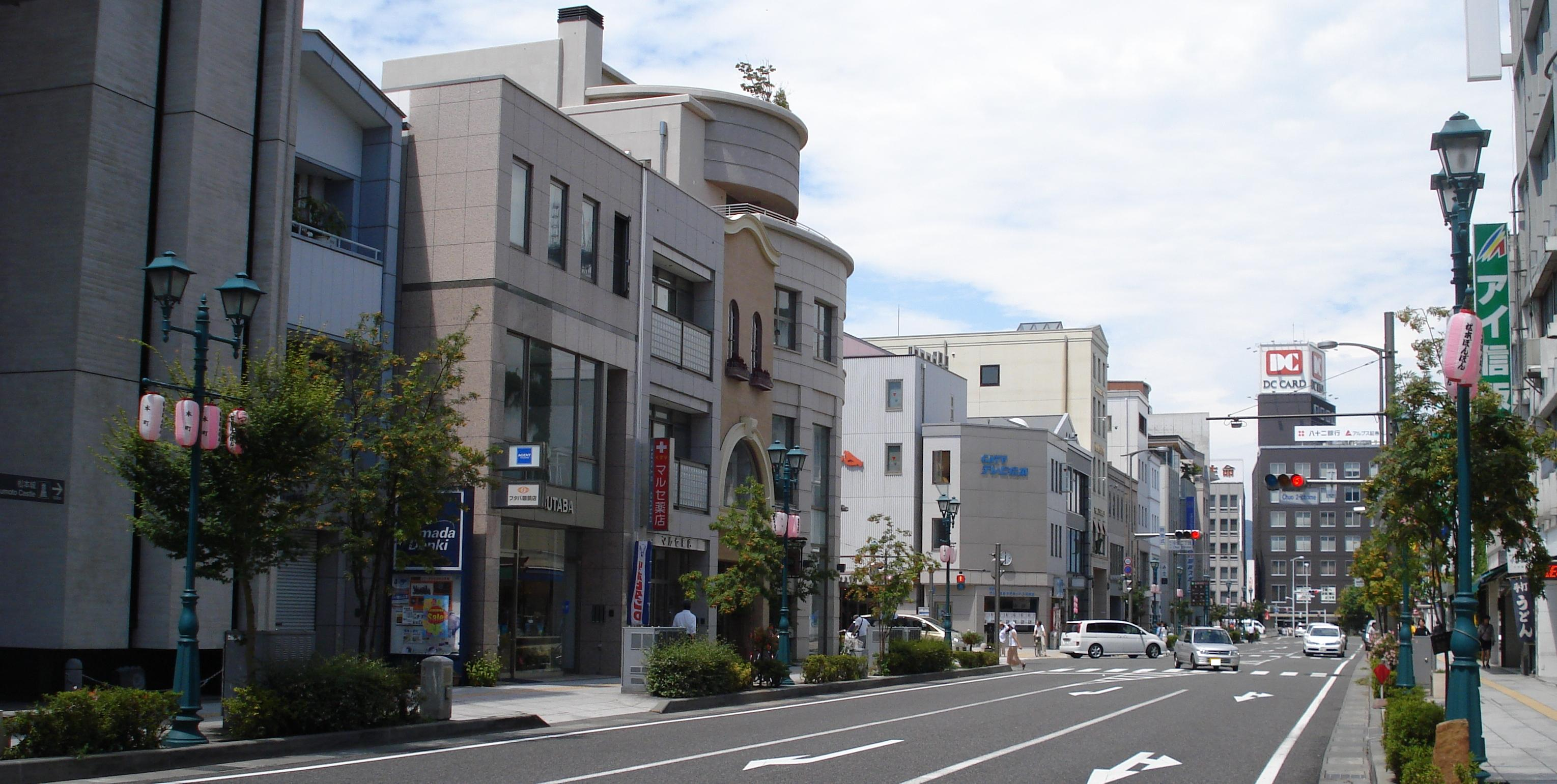
本町

中央（ちゅうおう）は長野県松本市の中心部にある町名。現行行政地名は中央1丁目から中央4丁目。住居表示実施済み。郵便番号は390-0811。

## 概要
松本パルコ、花時計公園を核に若者向けの店や飲食店、商店、プレイスポットが集まる。また、ホテル、博物館、オフィスビルも多い。本町通りから東側（中央東地区）には住宅マンションも多いが、中町通りや女鳥羽川沿いなど城下町の趣が残っており観光客も多く訪れる。女鳥羽川沿いには市指定文化財の旧念来寺鐘楼がある（現在は大谷派妙勝寺が所有する）。
全体的に碁盤の目のようになっており、本町通りから東側の飯田町、小池町、宮村町のあたりではそれが顕著である。これらの街を北上して中町に出ると筋違いになっており、古い城下町の名残がみえる。本町通り、駅前通り（あがたの森通り）、こまくさ道路（しらかば大通り）、松本中央通り、公園通り、伊勢町通り、新伊勢町通り、中町通り、日の出町通りが通る。いずれの道も渋滞が激しい。飯田町、小池町、宮村町のあたりでは城下町特有の道の細さもあって車では通りにくい。また、女鳥羽川を隔てて大手がある。
伊勢町は以前はドーナツ化現象の影響で寂れた商店街だったが、再開発により賑わいを取り戻し、道幅も大幅に拡張された（特に歩道）。また、Mウイング（中央公民館）が大手から移動された。
俗地名では伊勢町、本町、中町、新伊勢町、分銅町、神明町、飯田町、小池町、宮村町、生安寺小路、鍋屋小路、日の出町などが該当する。

## 歴史
- 1966年（昭和41年）9月1日 - 1〜4丁目で住居表示実施[4]。

## 世帯数と人口
2018年（平成30年）10月1日現在の世帯数と人口は以下の通りである。
| 丁目      | 世帯数    | 人口    |
| --------- | --------- | ------- |
| 中央1丁目 | 230世帯   | 390人   |
| 中央2丁目 | 198世帯   | 371人   |
| 中央3丁目 | 439世帯   | 888人   |
| 中央4丁目 | 188世帯   | 341人   |
| 計        | 1,055世帯 | 1,990人 |

## 交通
- 国道143号
- 長野県道295号平田新橋線

## 施設
- 松本パルコ
- イオンモール松本
- 松本市美術館
- 松本市時計博物館
- 松本市はかり資料館
- 松本郵便局
- 松本駅前郵便局
- みずほ銀行 松本支店
- りそな銀行 松本支店
- 八十二銀行 深志支店
- Mウイング（中央公民館）
- 花時計公園
- 中町
- 蔵シック館（中町蔵の会館）
- 牛つなぎ石
- 源智の井戸
- 浄林寺
- 勤労者福祉センター

## 画像

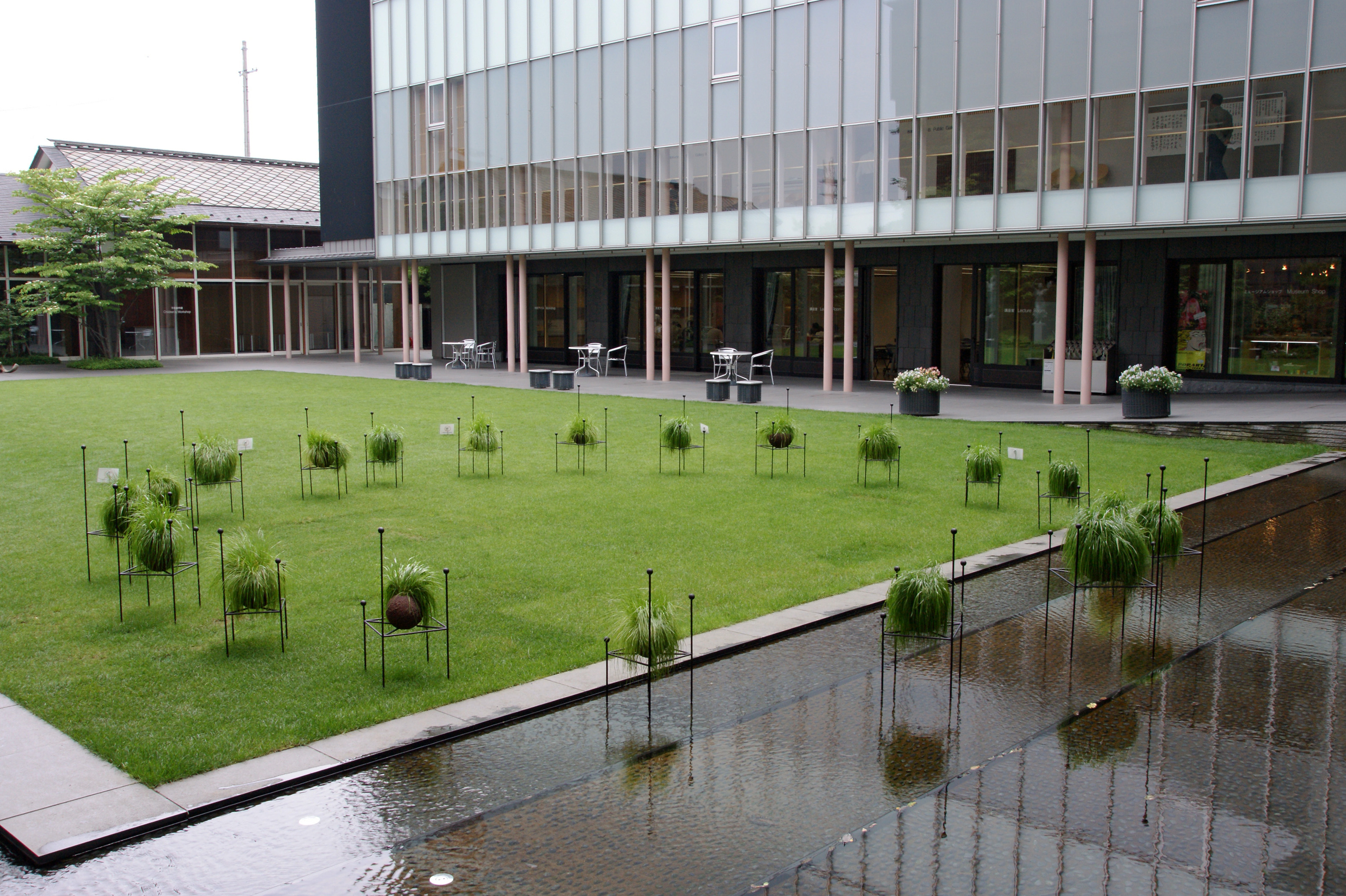
松本市美術館
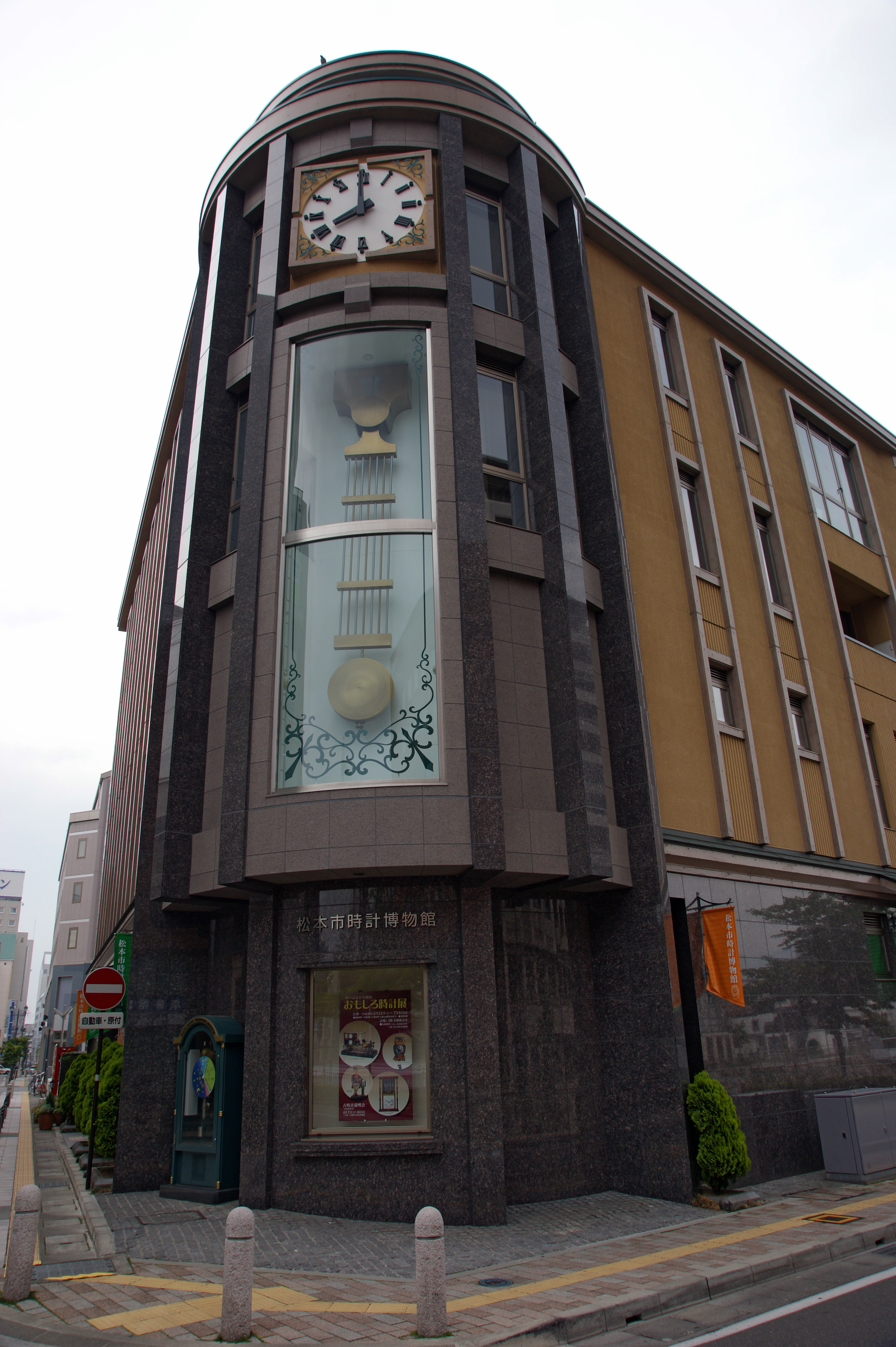
女鳥羽川のたもとにある時計博物館
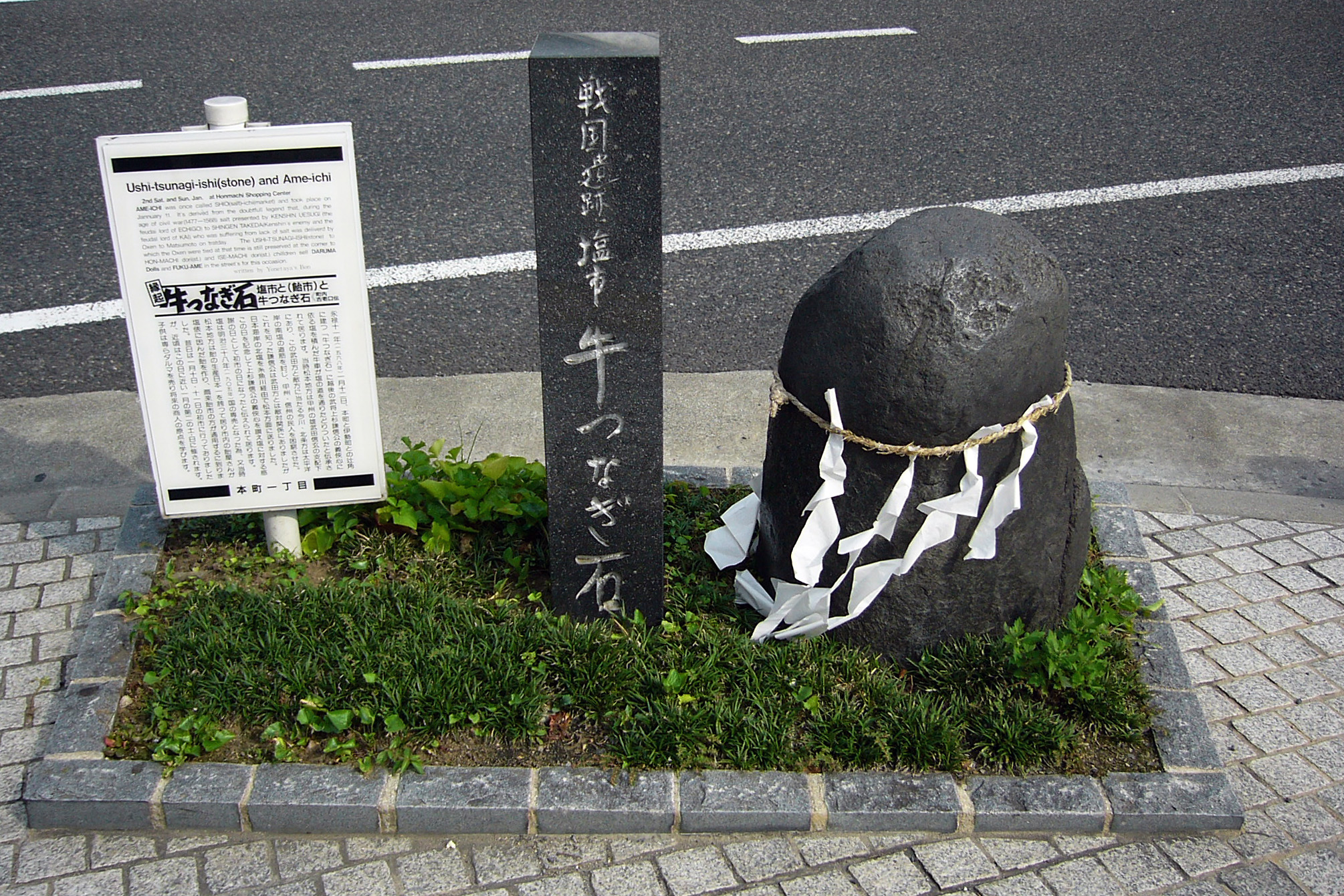
中央2丁目交差点にある牛つなぎ石